# 巴爾哈拉王國
巴爾哈拉王國，根據一些保加利亞科學家(Georgi Bakalov, Petar Dobrev, Ian Mladjov)的理論，是保加爾人最早發源地。
這個王國位置在帕米爾高原阿姆河上游，今天的塔吉克斯坦一帶。王國在公元前十二至七世纪存在，十分繁榮和富有，但因王國後受其他民族攻撃被摧毁，保加爾人逐步西遷至北高加索，並最终併入匈人聯盟。